# Abbey Road (Londra)
Abbey Road è una strada di Londra, situata nel borgo di Camden e nel borgo di Westminster divenuta celebre per essere stata immortalata nella copertina dell'omonimo album dei Beatles, oltre che per ospitare i noti studi di registrazione (Abbey Road Studios).

## Storia
La strada è stata realizzata all'inizio del XIX secolo.
L'8 agosto 1969, verso le 11:30, il fotografo Iain Macmillan scattò la foto per la copertina dell'album Abbey Road dei Beatles, che renderà celebre la strada in tutto il mondo. Negli anni il luogo è divenuto un’attrazione turistica. Per rendere omaggio a tale evento, nel dicembre del 2010 tali strisce pedonali sono state classificate come luogo protetto dall'English Heritage. Tale forma di tutela, che di solito viene concessa ad importanti edifici di alto valore storico, è stata data per la prima volta ad un tratto di strada.
Gli Abbey Road Studios hanno posizionato una webcam che inquadrano le famose strisce pedonali dove una miriade di fans vanno per farsi riprendere e fotografare nella tipica posa dei Beatles quando le attraversavano.

## Galleria d'immagini

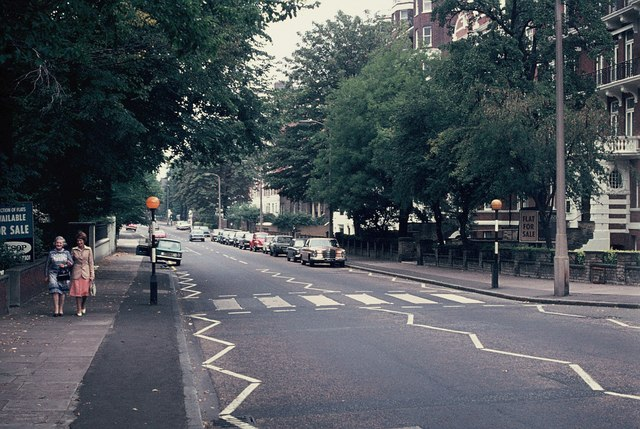
Le "strisce dei Beatles"
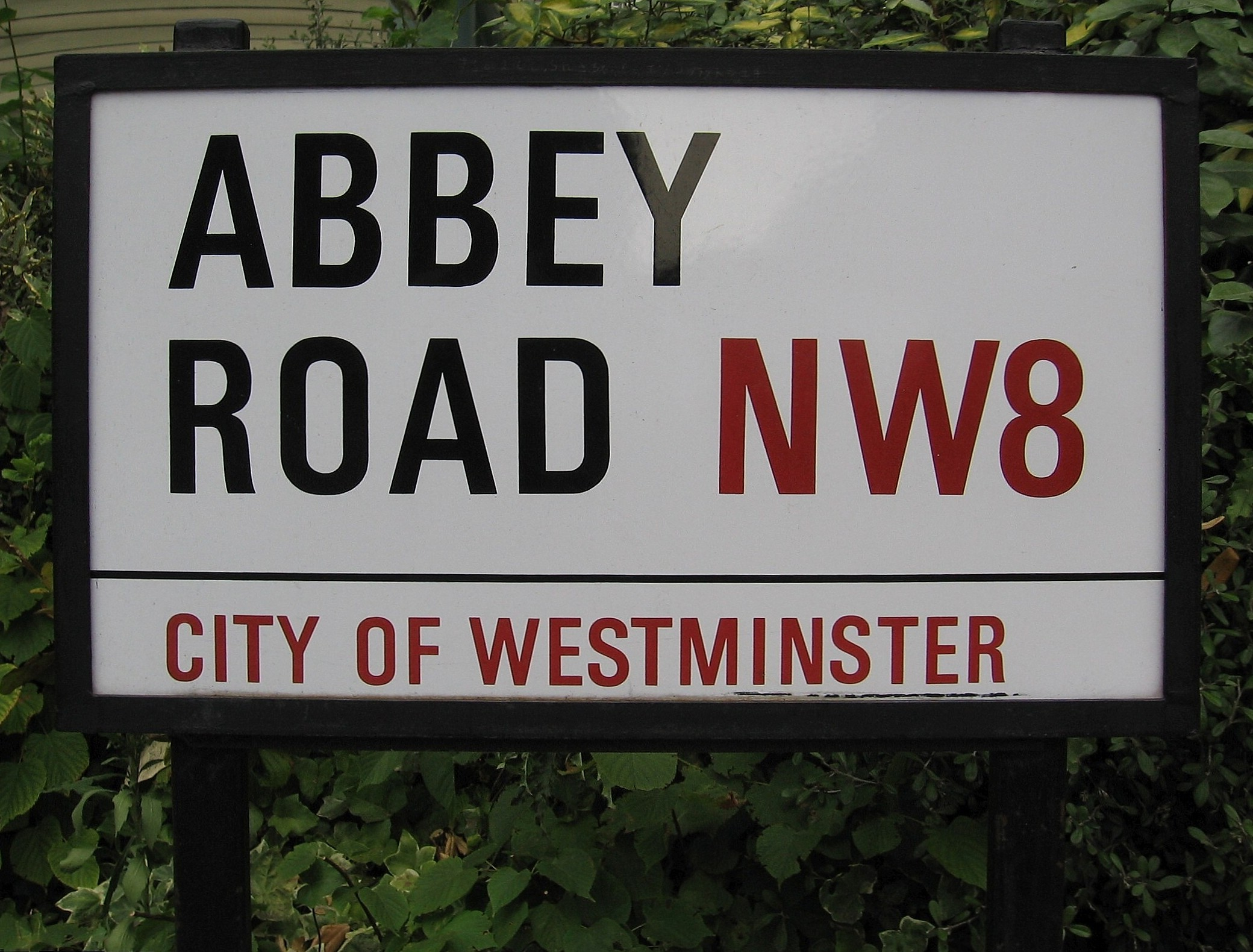
Il cartello con il nome della strada